# 3 Brygada Ochrony Pogranicza
3 Brygada Ochrony Pogranicza – wielka jednostka piechoty Korpusu Ochrony Pogranicza.

## Formowanie i zmiany organizacyjne
Na posiedzeniu Politycznego Komitetu Rady Ministrów, w dniach 21–22 sierpnia 1924, zapadła decyzja powołania Korpusu Wojskowej Straży Granicznej. 12 września 1924 Ministerstwo Spraw Wojskowych wydało rozkaz wykonawczy w sprawie utworzenia Korpusu Ochrony Pogranicza, a 17 września instrukcję określającą jego strukturę. 3 Brygada KOP sformowana została w pierwszym etapie formowania Korpusu Ochrony Pogranicza na podstawie rozkazu L. dz. 12044/O.de B./24 szefa Sztabu Generalnego z dnia 27 września 1924. Zorganizowana została w październiku 1924 na terenie ówczesnej Ziemi Wileńskiej. Brygadę formowały okręgi I Warszawa, III Grodno i IX Brześć. W skład 3 Brygady KOP weszły: 1 batalion graniczny „Budsław”, 5 batalion graniczny „Łużki”, 7 batalion graniczny „Podświle”, 10 batalion graniczny „Krasne”, 1 szwadron kawalerii „Budsław”, 6 szwadron kawalerii „Łużki”, 7 szwadron kawalerii „Podświle”, 8 szwadron kawalerii „Krasne”.
Przegrupowanie do miejsca przeznaczenia rozpoczęła 27 października 1924 i rozwinęła się w pasie na południu od Rakowa do styku granicy polsko-radziecko-łotewskiej na zachód od Leonpola. Ochraniała pas o szerokości 344 km i głębokości 30 km. Dowództwo brygady rozmieszczono w Wilejce.
W 1926 w strukturze brygady zorganizowana została szkoła podoficerska dla niezawodowych podoficerów piechoty. Szkoła stacjonowała w Budsławiu przy 1 batalionie granicznym.
Latem 1927 ze składu 2 Brygady OP wyłączone zostały 6 batalion graniczny i 2 szwadron z Iwieńca i podporządkowane dowódcy 3 Brygady OP. Ponadto w skład brygady wszedł nowo powstały 28 batalion odwodowy w Wołożynie. Natomiast z dwóch batalionów granicznych (5 i 7) oraz dwóch szwadronów kawalerii (6 i 7) sformowana została 3 Półbrygada Ochrony Pogranicza.
W 1928 brygada ochraniała odcinek granicy państwowej długości 761,994 kilometrów. Latem tego zlikwidowana została szkoła podoficerska. W jej miejsce, oraz w miejsce identycznych szkół funkcjonujących w pozostałych brygadach, utworzony został Batalion Szkolny KOP w twierdzy Osowiec.
Aby zapewnić odpowiednią liczbę żołnierzy z wyszkoleniem saperskim, 1 kwietnia 1928 utworzono brygadowy ośrodek wyszkolenia pionierów przy 1 batalionie granicznym w Budsławiu.
Latem 1929 brygada została rozformowana. Z dwóch batalionów (6 i 28) oraz jednego szwadronu kawalerii (2) utworzony został pułk KOP „Wołożyn” i podporządkowany dowódcy 2 Brygady OP, przemianowanej na Brygadę KOP „Nowogródek”. 3 Półbrygada Ochrony Pogranicza przemianowana została na pułk KOP „Głębokie”. Z pozostałych dwóch batalionów (1 i 10) oraz dwóch szwadronów (1 i 8) sformowany został pułk KOP „Wilejka”. Oba pułki podporządkowane zostały dowódcy 6 Brygady OP, przemianowanej na Brygadę KOP „Wilno”.

## Struktura organizacyjna brygady

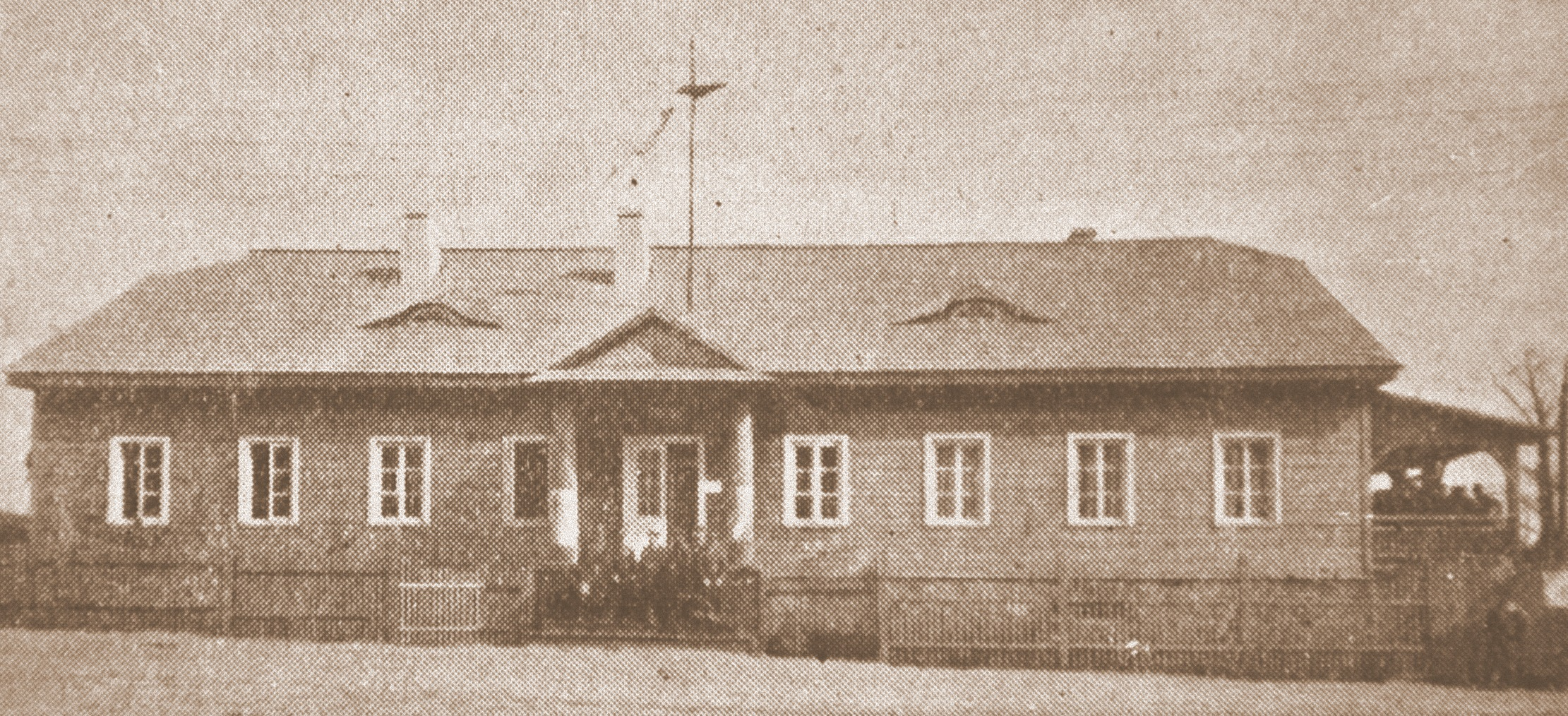
Koszary dowództwa 3 Brygady KOP ~ 1926

Struktura organizacyjna brygady w 1924
- Dowództwo 3 Brygady Ochrony Pogranicza w Wilejce
- 5 batalion graniczny w m. Łużki
- 6 szwadron w m. Łużki
- 7 batalion graniczny w m. Podświle
- 7 szwadron w m. Podświle
- 1 batalion graniczny w m. Budsław
- 1 szwadron w m. Budsław
- 10 batalion graniczny w m. Krasne
- 8 szwadron w m. Krasne
- pluton żandarmerii przy 3 BOP

Struktura organizacyjna brygady w dniu 31 grudnia 1927
- Dowództwo 3 Brygady Ochrony Pogranicza w Wilejce
- 3 Półbrygada Ochrony Pogranicza w Podświlu
- 1 batalion graniczny w Budsławiu
- 1 szwadron w m. Budsław
- 10 batalion graniczny w Krasnem
- 8 szwadron w m. Krasne
- 6 batalion graniczny w Iwieńcu
- 2 szwadron w m. Iwieniec
- 28 batalion odwodowy w Wołożynie
- szkoła podoficerów niezawodowych
- pluton żandarmerii przy 3 BOP

## Obsada personalna dowództwa brygady
Dowódcy brygady
- płk rez. pow. do sł. czyn. Kazimierz Rumsza (X 1924 – V 1926[10])
- ppłk piech. Bolesław Pytel (p.o. 25 IV – 29 V 1926[11])
- płk piech. Jan Skorobohaty-Jakubowski (V 1926[10] – 5 I 1928[11])
- płk piech. Wincenty Nowaczyński (5 I 1928[11] – VII 1929 → dowódca 1 Brygady OP)

I oficerowie sztabu brygady
- mjr piech. Wacław Budrewicz (2 I 1925 – 1926 → dowódca 22 baonu granicznego)
- ppłk SG Kazimierz Florek